# Awkward Thought
Awkward Thought is een Amerikaanse hardcoremetalband.

## Discografie
- 2003 (oktober) - Ruin a good Time (Europese uitgave, Thorp Records)
- 2002 (maart) - Ruin a good Time (Amerikaanse uitgave, I Scream Records)
- 2001 (juni) - Fear Not (Grapes Of Wrath)
- 2000 (juni) - Mayday (Amerikaanse uitgave, cd en lp, Blackout Records)
- 2000 (juli) - Mayday (Europese uitgave, cd en lp, I Scream)
- 1998 - Awkward Thought/Comin Correct (7", split uitgave van beide bands, Back Ta Basics records)